# The Water Horse: Legend of the Deep
The Water Horse: Legend of the Deep (bra: Meu Monstro de Estimação) é um filme britano-estadunidense de 2007, do gênero aventura, dirigido por Jay Russell, com roteiro baseado num romance de Dick King-Smith.

## Sinopse
Um menino escocês, sonhando com a volta do pai a casa, descobre um objeto misterioso na praia. É descoberto que é um ovo do monstro lendário do lago. Em homenagem a Robinson Crusoé, o garoto dá ao monstro esse nome e tenta de alguma forma escondê-lo.

## Elenco
- Emily Watson como Anne MacMorrow[1]
- Alex Etel como Angus MacMorrow[1]
- Ben Chaplin como Lewis Mowbray[1]
- David Morrissey como Capitão Hamilton[1]
- Priyanka Xi como Kirstie MacMorrow[1]

## Recepção
No site agregador de críticas Rotten Tomatoes, 74% das 89 resenhas dos críticos são positivas. O consenso diz que "é um filme família leve. É preciso um conto clássico e infundi-lo com imaginação extra, humor manhoso, coração e efeitos especiais inovadores".O Metacritic, que usa uma média ponderada, atribuiu ao filme uma pontuação de 71 em 100, baseado em 24 críticos, indicando críticas "geralmente favoráveis".